# Polimnia

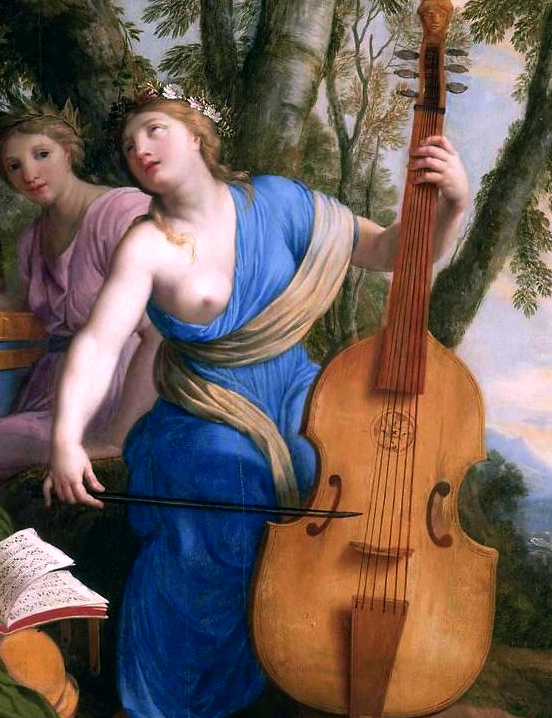
Musa Polimnia, por Le Sueur

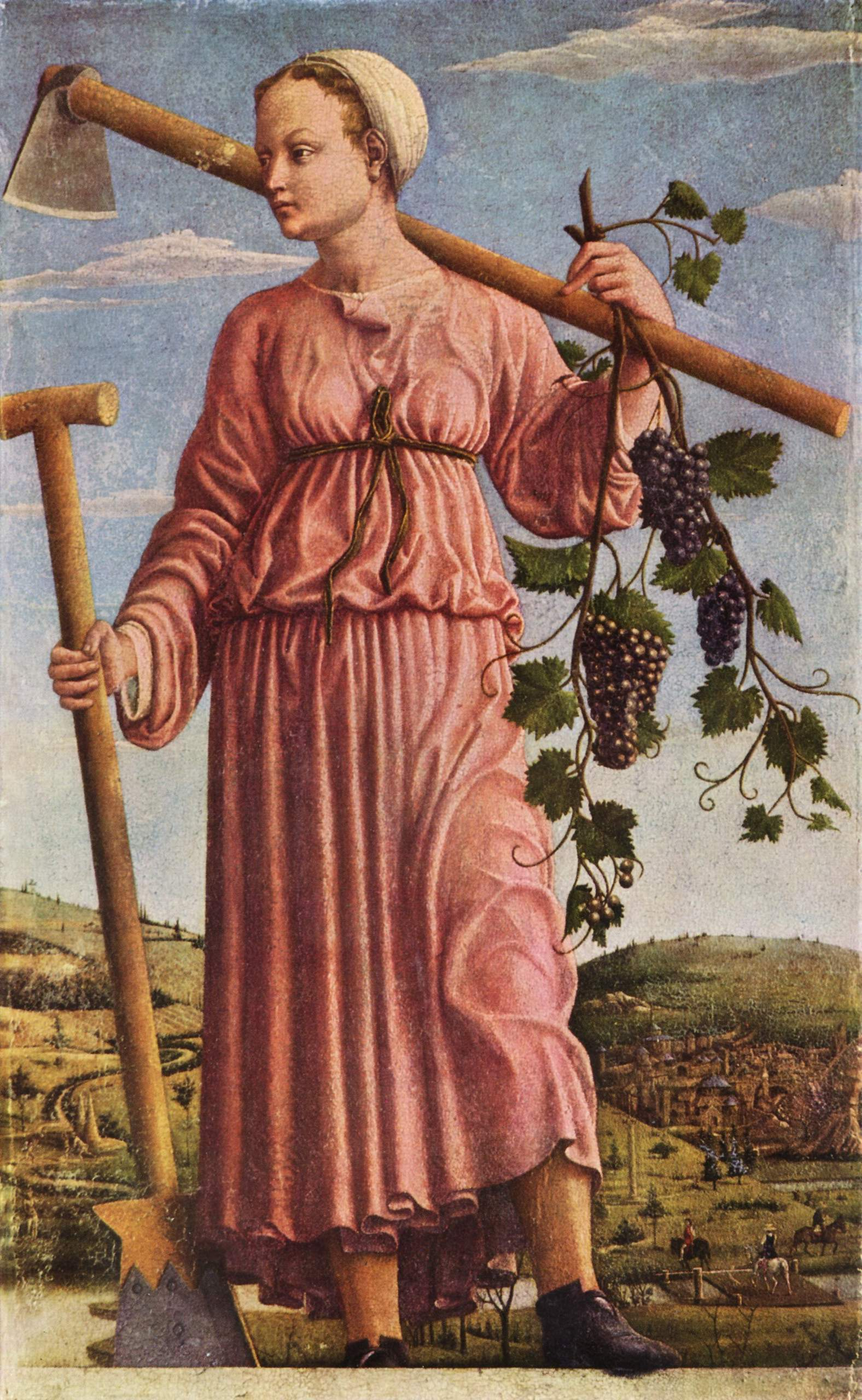
Polimnia en una obra atribuida al pintor renacentista Francesco del Cossa.

En la mitología griega, Polimnia (en griego: Πολυμνία, romanizado: Polymnía, lit. 'La de muchos himnos') era la musa de la pantomima. Era hija de Zeus y Mnemósine. También está asociada a los cantos sagrados y la poesía sacra (himnos). Polimnia corresponde al afán de saber. Inventó la danza y la armonía, la retórica y la lira. «Habla con la mano y el gesto», lo que quiere decir la pantomima o ballet.
Se dice que Apolo fue padre, con una de las «madres celestes (las musas)», de Lino («canto de lamento»), Himeneo («canto nupcial») y Yálemo («canción de suma tristeza»); cada uno fue hijo de una musa diferente pero sus identidades no se han conservado. También es descrita como la madre de Triptólemo por Quimárroo, hijo de Ares, o por Céleo, o bien fue la madre del aedo Orfeo en unión con por Apolo.
Plutarco nos dice que «Polimnia se ocupa del amor al saber y de la buena memoria del alma, por lo cual también los sicionios de las tres musas a una la llaman Polimatía». Polimatía es un nombre parlante que significa «muchos conocimientos».
Se le suele representar toda vestida de blanco, recostada o apoyando el codo sobre un pedestal o una roca, en actitud de meditación (pensando) con un dedo puesto en la boca. Otras veces se la representa llevando unas cadenas como símbolo del poder que ejerce la elocuencia. En otras representaciones aparece cubierta por un velo, mostrando su carácter sagrado.